# Stadio Doha
Lo stadio Doha (ebr.: אצטדיון נתניה, Itztadion Doha; ar.: استاد الدوحة, Iistad al Dawha) è uno stadio di calcio della città di Sakhnin, Israele. Ospita le partite casalinghe del Bnei Sakhnin.
Lo stadio è intitolato alla città di Doha, capitale del Qatar, in quanto parte dei costi di edificazione sono stati versati da Hamad bin Khalifa Al Thani, all'epoca emiro di tale Paese.